# Focillopis
Focillopis is een geslacht van vlinders van de familie spinneruilen (Erebidae).

## Soorten
- F. antevorta Viette, 1958
- F. dichroana Viette, 1958
- F. eclipsia Hampson, 1926